# (6061) 1981 SQ2
(6061) 1981 SQ2 es un asteroide perteneciente al cinturón de asteroides, región del sistema solar que se encuentra entre las órbitas de Marte y Júpiter, descubierto el 20 de septiembre de 1981 por Henri Debehogne desde el Observatorio de La Silla, Chile.

## Designación y nombre
Designado provisionalmente como 1981 SQ2. 

## Características orbitales
1981 SQ2 está situado a una distancia media del Sol de 2,275 ua, pudiendo alejarse hasta 2,639 ua y acercarse hasta 1,911 ua. Su excentricidad es 0,160 y la inclinación orbital 3,991 grados. Emplea 1253,99 días en completar una órbita alrededor del Sol.

## Características físicas
La magnitud absoluta de 1981 SQ2 es 13,7. Tiene 4,719 km de diámetro y su albedo se estima en 0,288. 